# العلاقات الآيسلندية الليتوانية
العلاقات الآيسلندية الليتوانية هي العلاقات الثنائية التي تجمع بين آيسلندا وليتوانيا.

## مقارنة بين البلدين
هذه مقارنة عامة ومرجعية للدولتين:
| وجه المقارنة                                              | آيسلندا          | ليتوانيا                                                    |
| --------------------------------------------------------- | ---------------- | ----------------------------------------------------------- |
| المساحة (كم2)                                             | 103.00 ألف       | 65.30 ألف                                                   |
| عدد السكان (نسمة)                                         | 317.35 ألف       | 2.79 مليون                                                  |
| الكثافة السكانية (ن./كم²)                                 | 3.08             | 42.73                                                       |
| العاصمة                                                   | ريكيافيك         | فيلنيوس، كاوناس                                             |
| اللغة الرسمية                                             | اللغة الآيسلندية | اللغة الليتوانية                                            |
| العملة                                                    | كرونة آيسلندية   | ليتاس ليتواني، يورو                                         |
| الناتج المحلي الإجمالي (بليون دولار)                      | 23.91 مليار      | 47.17 مليار                                                 |
| الناتج المحلي الإجمالي (تعادل القوة الشرائية) بليون دولار | 15.79 مليار      | 84.06 مليار                                                 |
| الناتج المحلي الإجمالي الاسمي للفرد دولار أمريكي          | 50.17 ألف        | 14.15 ألف                                                   |
| الناتج المحلي الإجمالي للفرد دولار أمريكي                 | 46.55 ألف        | 27.69 ألف                                                   |
| مؤشر التنمية البشرية                                      | 0.899            | 0.839                                                       |
| رمز المكالمات الدولي                                      | +354             | +370                                                        |
| رمز الإنترنت                                              | .is              | .lt                                                         |
| المنطقة الزمنية                                           | 00، أوروبا/لندن ‏ | ت ع م+02:00، ت ع م+03:00، أوروبا/فيلنيوس ‏، توقيت شرق أوروبا |

## مدن متوأمة
في ما يلي قائمة باتفاقيات التوأمة بين مدن آيسلندية وليتوانية:
- ترتبط ريكيافيك مع فيلنيوس باتفاقية توأمة.

## منظمات دولية مشتركة
يشترك البلدان في عضوية مجموعة من المنظمات الدولية، منها:
| علم المنظمة | اسم المنظمة                               | تاريخ انضمام آيسلندا | تاريخ انضمام ليتوانيا |
| ----------- | ----------------------------------------- | -------------------- | --------------------- |
|             | حلف شمال الأطلسي                          | 4 أبريل 1949         | 29 مارس 2004          |
|             | وكالة ضمان الاستثمار متعدد الأطراف        | 25 سبتمبر 1998       | 8 يونيو 1993          |
|             | منظمة الشرطة الجنائية الدولية             | ?                    | ?                     |
|             | مجموعة الموردين النوويين                  | ?                    | ?                     |
|             | منظمة حظر الأسلحة الكيميائية              | ?                    | ?                     |
|             | منظمة التجارة العالمية                    | ?                    | ?                     |
|             | الأمم المتحدة                             | 19 نوفمبر 1946       | 17 سبتمبر 1991        |
|             | مؤسسة التمويل الدولية                     | 20 يوليو 1956        | 15 يناير 1993         |
|             | يونسكو                                    | 8 يونيو 1964         | 7 أكتوبر 1991         |
|             | مؤسسة التنمية الدولية                     | 19 مايو 1961         | 23 سبتمبر 2011        |
|             | منظمة الأمن والتعاون في أوروبا            | 25 يونيو 1973        | 10 سبتمبر 1991        |
|             | الاتحاد الدولي للاتصالات                  | 1 أكتوبر 1906        | 1 يوليو 1923          |
|             | منظمة التعاون الاقتصادي والتنمية          | ?                    | 5 يوليو 2018          |
|             | مجلس دول بحر البلطيق                      | ?                    | ?                     |
|             | مجلس أوروبا                               | ?                    | ?                     |
|             | اتفاقية السماوات المفتوحة                 | ?                    | ?                     |
|             | البنك الدولي للإنشاء والتعمير             | 27 ديسمبر 1945       | 6 يوليو 1992          |
|             | المركز الدولي لتسوية المنازعات الاستشارية | 14 أكتوبر 1966       | 5 أغسطس 1992          |
|             | الاتحاد البريدي العالمي                   | ?                    | ?                     |

## وصلات خارجية
- موقع وزارة الخارجية الآيسلندية
- موقع وزارة الخارجية الليتوانية